# Авиационные происшествия 2010 года
В данном списке перечислены происшествия в гражданской и военной авиации, произошедшие в 2010 году и повлёкшие за собой потерю летательного аппарата и/или человеческие жертвы. В список не входят потери, произошедшие в зонах активных военных конфликтов.
В графе «Жертвы» через косую черту указаны число погибших в самолёте + число погибших на земле/число выживших (например, 5+1/1 — 5 погибших в самолёте + 1 на земле, 1 выживший). Все происшествия представлены в хронологическом порядке, могут быть отсортированы по типу летательного аппарата и по эксплуатанту.
Список составлен на основе открытых источников, является неполным и может содержать неточности.

## Гражданская авиация

### Самолёты
| Дата        | Тип ЛА             | Эксплуатант                | Номер    | Место                                      | Жертвы | Примечания |
| ----------- | ------------------ | -------------------------- | -------- | ------------------------------------------ | ------ | --- |
| 25 января   | Boeing 737-8AS(WL) | Ethiopian Airlines         | ET-ANB   | Средиземное море, в 6 км от Бейрута, Ливан | 90/0   | Упал в море в сложных метеоусловиях. См. отдельную статью.                                                                        |
| 18 февраля  | PA-28-236 Dakota   | Частное лицо               | N2889D   | Остин, Техас, США                          | 1+1/0  | Пилот намеренно протаранил здание. См. отдельную статью.                                                                          |
| 22 марта    | Ту-204-100         | Авиастар-ТУ                | RA-64011 | Домодедово, Россия                         | 0/8    | Разбился при заходе на посадку в сложных метеоусловиях, в полутора километрах от взлетно-посадочной полосы. См. отдельную статью. |
| 13 апреля   | Boeing 737-322     | Merpati Nusantara Airlines | PK-MDE   | аэропорт Рендани, Маноквари, Индонезия     | 0/110  | Выкат с мокрой ВПП. |
| 12 мая      | A330-202           | Afriqiyah Airways          | 5A-ONG   | Триполи, Ливия                             | 103/1  | Разбился при заходе на посадку в сложных метеоусловиях. См. отдельную статью.                                                     |
| 17 мая      | Ан-24              | Pamir Airways              | YA-PIS   | близ Саланга, Афганистан                   | 44/0   | При выполнении полёта в условиях сильного ветра и тумана на высоте 4100 м врезался в склон горы.                                  |
| 22 мая      | Boeing 737-8HG(WL) | Air India Express          | VT-AXV   | Мангалор, Индия                            | 158/8  | Выкат с ВПП, пожар. См. отдельную статью.                                                                                         |
| 28 июля     | A321-231           | Airblue                    | AP-BJB   | Исламабад, Пакистан                        | 152/0  | Разбился при посадке. См. отдельную статью.                                                                                       |
| 3 августа   | Ан-24РВ            | Катэкавиа                  | RA-46524 | Игарка, Красноярский край, Россия          | 12/3   | Ошибка экипажа при посадке в сложных метеоусловиях. См. отдельную статью.                                                         |
| 24 августа  | Dornier 228—101    | Agni Air                   | 9N-AHE   | Катманду, Непал                            | 14/0   | Отказ генератора. Разбился при заходе на вынужденную посадку. См. отдельную статью.                                               |
| 24 августа  | ERJ-190-100LR      | Henan Airlines             | B-3130   | Ичунь (Хэйлунцзян), Китай                  | 44/52  | Разбился при заходе на посадку. См. отдельную статью.                                                                             |
| 25 августа  | L-410UVP-E20C      | Filair                     | 9Q-CCN   | провинция Бурунду, Конго                   | 20/1   | Разбился при заходе на посадку из-за паники пассажиров в результате появления в кабине крокодила. См. отдельную статью.           |
| 7 сентября  | Ту-154М            | Алроса Мирный              | RA-85684 | аэродром Ижма, Республика Коми, Россия     | 0/81   | Отказ электрообрудования самолёта. Успешная вынужденная посадка на неподготовленную ВПП. См. отдельную статью.                    |
| 13 сентября | ATR 42             | Conviasa                   | YV1010   | Сьюдад-Гуаяна, Венесуэла                   | 14/33  | Разбился при заходе на посадку из-за отказа техники. См. отдельную статью.                                                        |
| 4 ноября    | ATR-72-212         | Aerocaribbean              | CU-T1549 | провинция Санкти-Спиритус, Куба            | 68/0   | Падение с эшелона из-за обледенения в сложных метеоусловиях. См. отдельную статью.                                                |
| 5 ноября    | Beechcraft 1900C-1 | JS Air                     | AP-BJD   | Карачи, Пакистан                           | 21/0   | Отказ двигателя на взлёте. См. отдельную статью.                                                                                  |
| 28 ноября   | Ил-76ТД            | Sun Way                    | 4L-GNI   | Карачи, Пакистан                           | 8+4/0  | Отказ двух двигателей на взлёте. См. отдельную статью.                                                                            |
| 4 декабря   | Ту-154М            | Авиалинии Дагестана        | RA-85744 | аэропорт Домодедово, Москва, Россия        | 2/167  | Жёсткая посадка рядом с ВПП. См. отдельную статью.                                                                                |

### Вертолёты
| Дата       | Тип ЛА | Эксплуатант                       | Номер    | Место                                     | Жертвы | Примечания                                                  |
| ---------- | ------ | --------------------------------- | -------- | ----------------------------------------- | ------ | ----------------------------------------------------------- |
| 11 марта   | Ми-8Т  | Флаг Казахстана                   | UP-MI817 | Восточно-Казахстанская область, Казахстан | 8/0    | Выполнял санитарный рейс. Разбился в сложных метеоусловиях. |
| 8 августа  | MD-500 | Частное лицо                      |          | аэродром Боровая, Минск, Белоруссия       | 1/0    | Ошибка пилотирования. См. отдельную статью.                 |
| 10 апреля  | Ми-8Т  | Камчатские авиалинии              | RA-22881 | Елизовский район, Камчатский край, Россия | 10/8   | Накрыт лавиной во время стоянки.                            |
| 25 ноября  | Ми-8Т  | Новосибирский авиаремонтный завод | RA-22376 | Омская область, Россия                    | 8/3    | Разбился при посадке.                                       |
| 19 декабря | Ми-8Т  | Ямал                              | RA-24655 | Тюменская область, Россия                 | 1/17   | Грубая посадка.                                             |

## Государственная авиация

### Самолёты
| Дата      | Тип ЛА  | Эксплуатант | Номер | Место            | Жертвы | Примечания                                                                |
| --------- | ------- | ----------- | ----- | ---------------- | ------ | ------------------------------------------------------------------------- |
| 10 апреля | Ту-154М | ВВС Польши  | 101   | Смоленск, Россия | 96/0   | Ошибка экипажа при посадке в сложных метеоусловиях. См. отдельную статью. |